# Burgstall Eckwartsburg
Der Burgstall Eckwartsburg ist eine abgegangene mittelalterliche Burganlage an der Stelle der Ortskirche in Equarhofen, heute Gemeindeteil der Gemeinde Simmershofen im Landkreis Neustadt an der Aisch-Bad Windsheim in Bayern.
Der Name „Eckwartsburg“ ist wohl eine Erfindung, denn der Ortsname Equarhofen stammt von dem Frauennamen Eckeburg, Eckburg (vgl. „Walburga“ usw.). Selbst die „Eckeburg“ als Burgbezeichnung ist anzuzweifeln, gibt es doch keine urkundliche Überlieferung dazu. Erfunden wurde die „Eckeburg“ möglicherweise vom Uffenheimer Laienforscher Simon Frühwald, der in den 1930er Jahren die kleine Heimatzeitschrift Im Gollachgau herausgab.
In Equarhofen saßen im Spätmittelalter auf einem Ansitz, dessen Lage unbekannt ist, die weitverzweigten Niederadeligen von Enheim, die in diesem Raum lange Zeit sehr begütert waren.
Die Burg wurde angeblich 1407 geschleift. Später wurde auf der angeblichen Burgstelle die Pfarrkirche St. Kilian erbaut. Allerdings ist eine Pfarrei und damit eine Kirche in Equarhofen bereits am Anfang des 14. Jahrhunderts erwähnt.